# Улица Татьянин Парк
Улица Татья́нин Парк — улица в районе Солнцево Западного административного округа города Москвы. Проходит от Боровского шоссе до проектируемого проезда № 7553.

## Название
Улица названа в 2015 году по одноимённому жилому комплексу.

## Транспорт

### Автобус
| 720: | Саларьево • Говорово • Татьянин Парк |

«→» — остановки проходятся только при движении в прямом направлении; «←» — остановки проходятся только при движении в обратном направлении.

### Метро
- Станция метро «Говорово» Солнцевской линии.

### Железнодорожный транспорт
- Платформа «Мещерская».